# Richard Garnett
Pour les articles homonymes, voir Garnett.
Richard Garnett est un universitaire, bibliothécaire et poète britannique né le 27 février 1835 à Lichfield (Angleterre) et mort le 13 avril 1906. 

## Biographie
Fils de Richard Garnett, employé au département des imprimés de la bibliothèque du British Museum, Richard commence lui-même à y travailler en 1851. Il y fait toute sa carrière, devenant responsable de la salle de lecture en 1875, responsable du catalogue général des imprimés en 1881 et directeur (garde, keeper) du département des imprimés de 1890 à sa retraite en 1899.
Richard Garnett est l'auteur d'un grand nombre d'ouvrages. Il a traduit du grec, de l'allemand, de l'italien, de l'espagnol et du portugais. Il a également publié des poèmes, des contes (The Twilight of the Gods, 1888 (16 nouvelles ; 12 nouvelles ajoutées pour l'édition de 1903)), des biographies de  Thomas Carlyle, John Milton, William Blake, etc., The Age of Dryden (1895), une History of Italian Literature, English Literature: An Illustrated Record (avec Edmund Gosse) et de nombreux articles pour des encyclopédies et le Dictionary of National Biography. 
Il a également édité des poèmes inédits de Shelley (Relics of Shelley, 1862). Son poème « Where Corals Lie » a été mis en musique par Sir Edward Elgar (dans Sea Pictures, 1899).
Il est président de la Bibliographical Society de 1896 à 1898.
Il est le père du critique Edward Garnett, le beau-père de la traductrice Constance Garnett et le grand-père de l'écrivain David Garnett.

## Source
- (en) Cet article est partiellement ou en totalité issu de l’article de Wikipédia en anglais intitulé « Richard Garnett » (voir la liste des auteurs).